# Депце
Депце (на сръбски: Депце или Depce; на албански: Depca) е село в Югоизточна Сърбия, Пчински окръг, община Прешево.

## Население
Албанците в община Прешево бойкотират проведеното през 2011 г. преброяване на населението.
Според преброяването на населението от 2002 г. селото има 441 жители.

### Етнически състав
Данните за етническия състав на населението са от преброяването през 2002 г.
- албанци – 423 жители (95,91%)
- други – 1 жител (0,24%)
- неизвестно – 17 жители (3,85%)